# Paduniella siveci
Paduniella siveci är en nattsländeart som beskrevs av Chantaramongkol och Malicky 1986. Paduniella siveci ingår i släktet Paduniella och familjen tunnelnattsländor. Inga underarter finns listade i Catalogue of Life.